# Ordre du Mérite intellectuel (Maroc)
L'ordre du Mérite intellectuel (en arabe : Wissam Al-kafaa Al-Fikria) est un wissam royal, ordre honorifique dont les distinctions sont décidées et décernées par le roi du Maroc à des personnes s'étant distinguées dans le domaine des sciences, de l’art et de la culture.

## Insigne
L'insigne est composé d'une médaille en or de 37 mm de diamètre et elle se porte à la cravate.

## Récipiendaires
1997
- Adel Imam : acteur égyptien.

2007
- Mohamed Sijelmassi : pédiatre et expert en art marocain et islamique[2].

2011
- Nadir El Khayat « Red-One » : producteur et compositeur aux États-Unis, lauréat de « Grammy Award 2011 »[3].

2012
- Shah Rukh Khan : acteur et producteur indien[4].
- Hassan ben Talal : prince de Jordanie[5].

2014
- Mohamed Chafik : membre de l’Académie du royaume du Maroc et ancien recteur de l’institut royal de la culture amazighe, décoration remise à son fils Abdeljaouad Chafik[6].
- Edgar Morin : grand penseur, philosophe et humaniste, directeur de recherche au centre national de la recherche scientifique en France[7].
- Abderrahim El Alam : écrivain, critique littéraire et président de l’Union des écrivains du Maroc, lauréat du prix international Manhai 2013 en Corée du Sud.
- Rachid Yazami : ingénieur, chercheur et inventeur dans le domaine des technologies des batteries “Lithium-Ion”, lauréat du prix Charles-Stark-Drapper 2014 de l’Académie nationale de l’ingénierie à Washington, résident à Singapour.
- Taha Abderrahmane : écrivain et philosophe marocaine.
- Abdulaziz Mohieddine Khoja : ministre saoudien de la Culture et de l'Information[8],[9].

2015
- Francis Ford Coppola : réalisateur et producteur cinématographique américain[10].

2017
- Jean-Jacques Hublin : professeur à l’Institut Max Planck d’Anthropologie évolutionnaire à Leipzig[11].

2018
- Abdelouahed Ben-Ncer : conservateur du musée archéologique de Rabat et professeur de l’enseignement supérieur[12],

2023
- Faouzi Annajah : fondateur de NamX[13],[14],[15]’.
- Nassim Belkhayat : fondateur, président directeur général de la Société Neo Motors[16].